# Trigonoptera japeni
Trigonoptera japeni är en skalbaggsart som beskrevs av Gilmour 1949. Trigonoptera japeni ingår i släktet Trigonoptera och familjen långhorningar.
Artens utbredningsområde är Irian Jaya. Inga underarter finns listade i Catalogue of Life.